# Удовиченко, Александр Васильевич
Александр Васильевич Удовиченко (укр. Удовіченко Олександр Васильович, род. 18 августа 1957, г. Орилька Лозовского района Харьковской области) — председатель политической партии «Рідне місто», председатель Полтавской областной государственной администрации в 2003—2005 и 2010—2014 годах, председатель Полтавского областного совета в 2006—2010 годах.

## Образование
Имеет два высших образования. Окончил Харьковский политехнический институт и Украинско-финский институт менеджмента и бизнеса.

## Карьера
Работал инженером-технологом на Полтавском заводе искусственных алмазов и алмазного инструмента. С 1981 года — на комсомольской работе. Секретарь комитета комсомола Полтавского алмазного завода, первый секретарь Октябрьского РК ЛКСМУ, первый секретарь Полтавского обкома ЛКСМУ.
В 1991—1993 годах — председатель комитета по делам молодежи Полтавского облисполкома, председатель комитета по делам молодежи облгосадминистрации.
В 1993—2003 годах — руководитель Полтавского филиала, регионального управления и главного управления КБ «ПриватБанк».
В 2003—2005 годах — председатель Полтавской облгосадминистрации.
15 сентября 2006 — избран на должность председателя Полтавского областного совета.
С марта 2010 по март 2014 года — председатель Полтавской областной государственной администрации. 22 февраля 2014 заявил о своей отставке с должности председателя Полтавской ОГА.
С 2015 года — председатель наблюдательного совета ООО «Промінь-Приват».

## Общественная и депутатская деятельность
Депутат Полтавского областного совета трёх созывов.
С апреля 2014 года — руководитель депутатской группы «Полтавщина» в Полтавском областном совете VI созыва. 30 апреля 2015 депутатская группа «Полтавщина» переименована в «Рідне місто Рідний край».
C 2006 года возглавляет Полтавское областное отделение Национального олимпийского комитета, переизбран на эту должность в сентябре 2018 года. 
С 1 сентября 2014 года — председатель общественной организации «Рідне місто Рідний край».
3 12 июля 2018 — лидер партии «Рідне місто».

## Награды
- Заслуженный экономист Украины[7].
- Орден «За заслуги» III степени[8].
- Лауреат национальной премии «Человек года - 2012»

## Семья
Женат. Имеет двух сыновей.